# Haworthia
Haworthia es un numeroso género de suculentas de la familia Asphodelaceae endémico de África austral y Sudáfrica.

## Descripción
Los miembros de este género son suculentas con hojas carnosas dispuestas en forma de roseta, que varían entre los 3 cm de diámetro hasta los 30 cm (excepcionalmente). Las hojas de cada especie varían en forma, textura y color; pueden ser puntiagudas, redondeadas o romas; en algunas especies son de color verde, otras marrones, rojizas, variegadas, con líneas, con "ventanas" translúcidas en el anverso; lisas o pubescentes. Algunas especies forman masas compactas, otras crecen aisladas.
 
Las pequeñas flores blancas surgen al final de una larga espiga, simple o ramificada; son tubulares y bilabiadas. Sus diferencias sirven para identificar cada especie y agruparlas en cada subgénero.

## Distribución y hábitat
La mayoría de las especies son endémicas de Sudáfrica. La mayor diversidad se distribuye por el suroeste de la provincia del Cabo, con algunas de las especies dispersas por los territorios colindantes de Suazilandia, Namibia y Mozambique meridional (Maputalandia). Habitan biomas muy diferentes, en terrenos llanos, laderas rocosas, hasta zonas montañosas a altitudes elevadas.

## Taxonomía
El género se divide en tres subgéneros según  la forma de la flor y la disposición de los pétalos.
- Subgénero Haworthia con 41 especies,
- subgénero Hexangulares con 16 especies,
- subgénero Robustipedundunculares con 4 especies

Estos subgéneros  están emparentados con Aloe, Gasteria, Kniphofia, Poellnitzia, Astroloba.
Muchas de las especies de Haworthia se han trasladado a Haworthiopsis y a Tulista.
El género fue nombrado por Henri Duval en honor al botánico Adrian Hardy Haworth.

## Cultivo
Como todas las suculentas, las plantas de este género en cultivo requieren un sustrato poroso, riegos moderados en la estación vegetativa y escasos cuando la temperatura es más baja para evitar la pudrición de las raíces. Prefieren media sombra al sol directo, y no toleran las heladas.
Se reproducen tanto por semilla como por hijuelos, trozos de hojas, de raíz e incluso tallos florales.

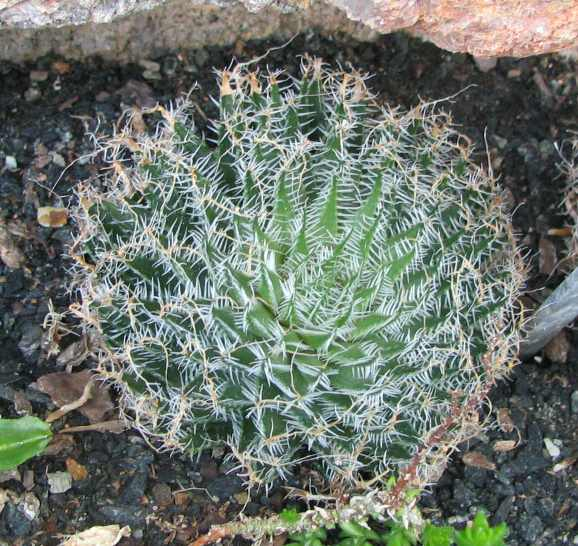
Haworthia arachnoidea
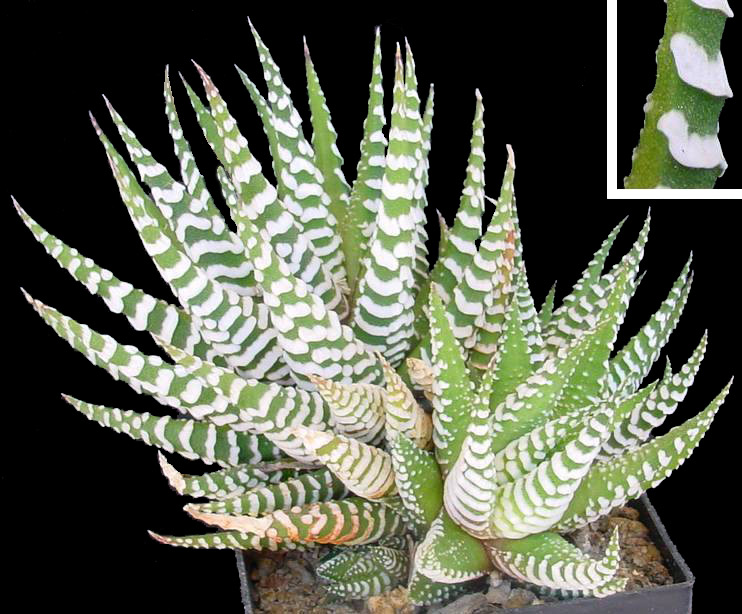
Haworthia attenuata
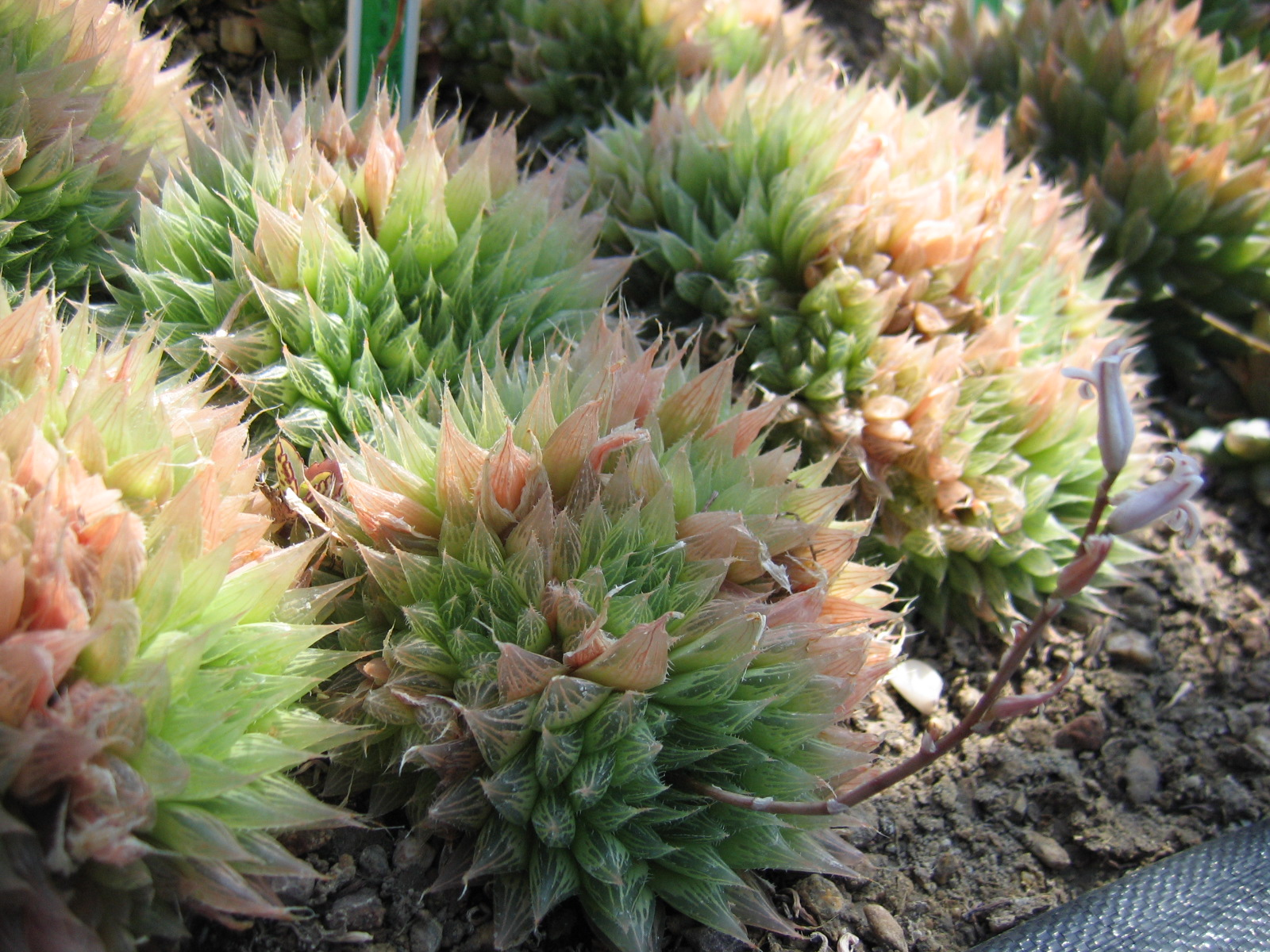
Haworthia pilifera var. 'pilifera'
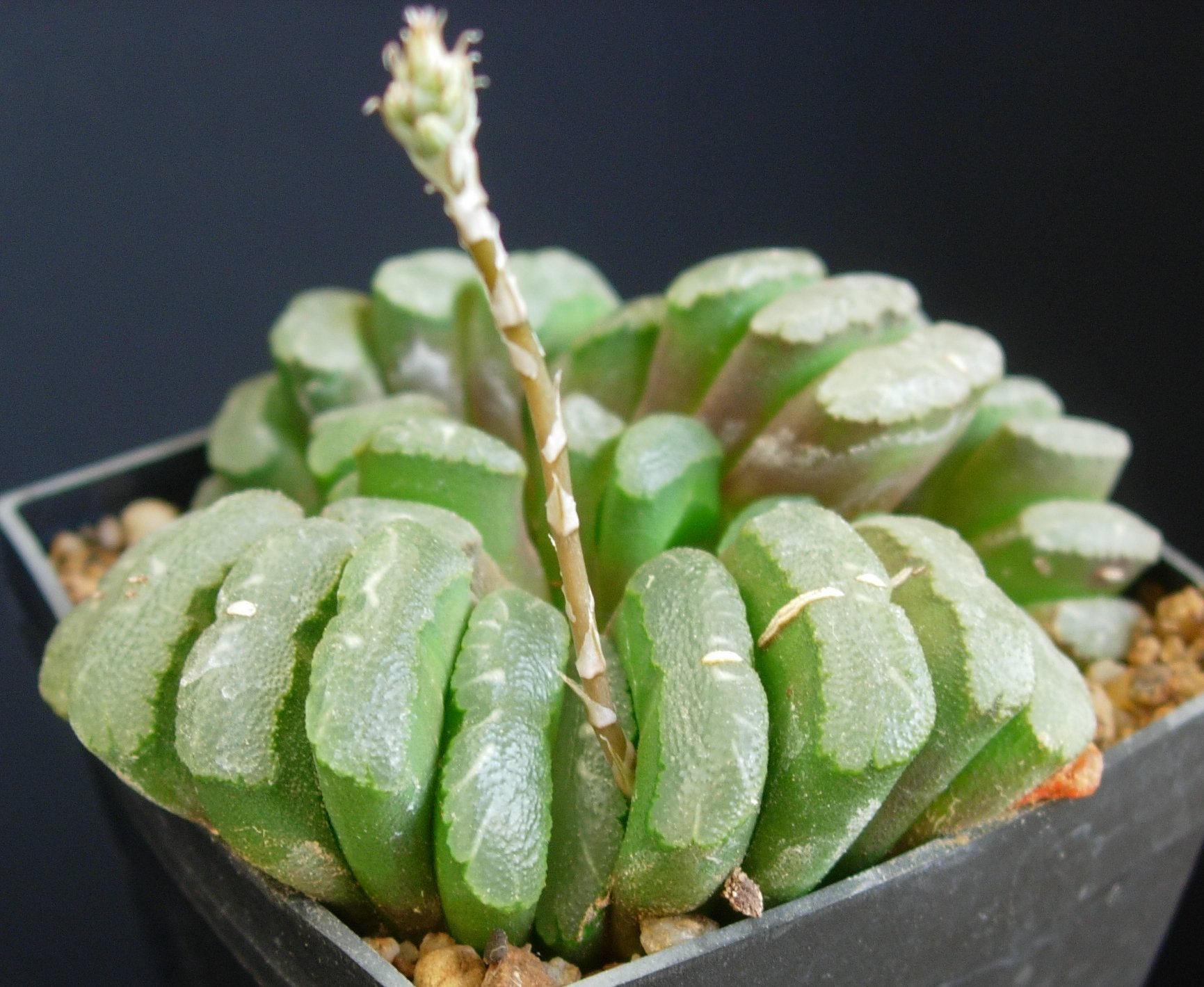
Haworthia truncata (híbrido)
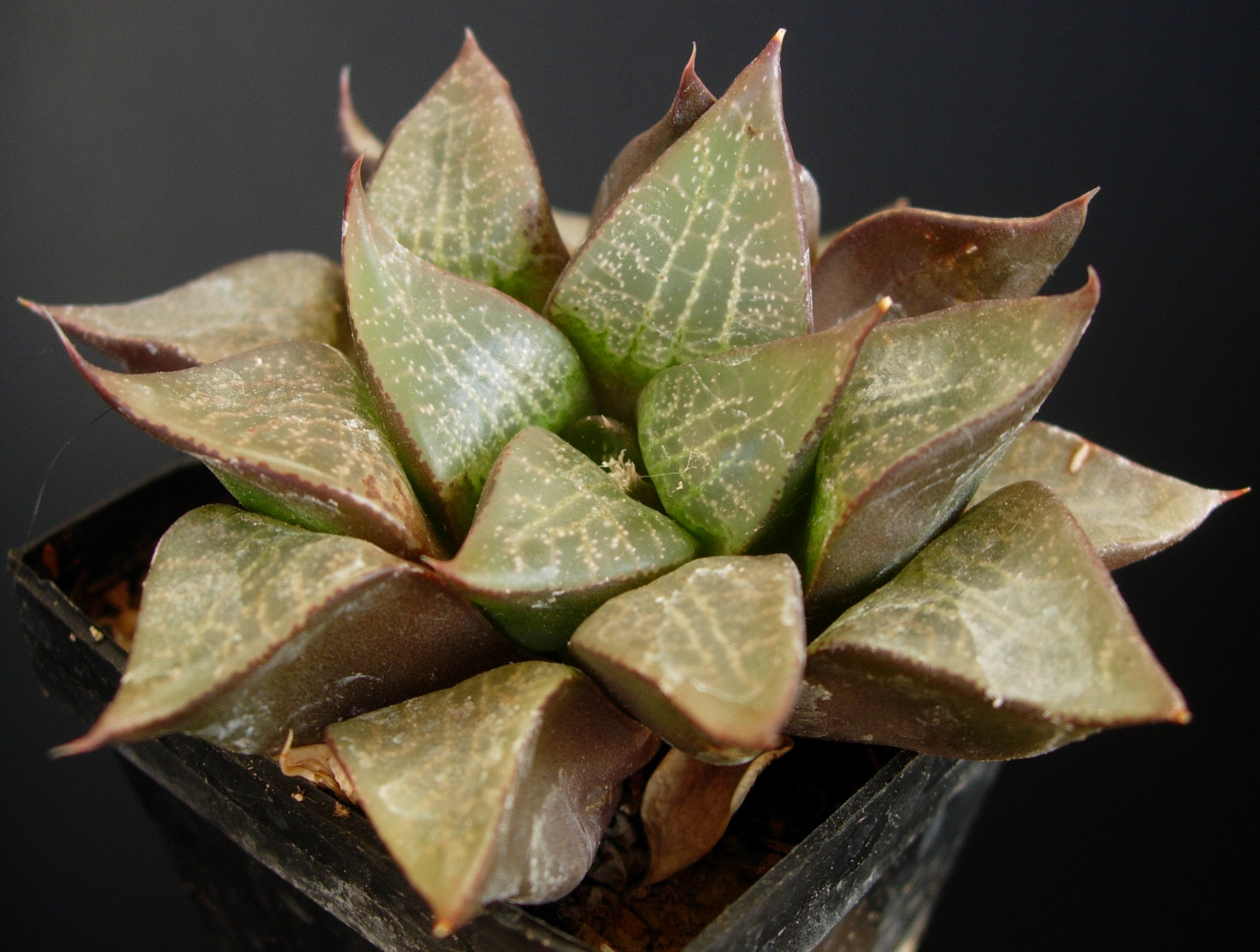
Haworthia emelyae var. 'comptoniana'